# جورج كلارك (سياسي كندي)
جورج كلارك هو سياسي كندي، ولد في 1827. حزبياً، نشط في الحزب الليبرالي في نوفا سكوشا ‏. وقد انتخب عضو مجلس نواب نوفا سكوتيا.